# Berlinale 1956
La Berlinale 1956 constitue le 6e festival du film de Berlin et se déroule du 22 juin 1956 au 3 juillet 1956.

## Jury
À partir de 1956, la fédération internationale des associations des producteurs de films accrédite le festival du film de Berlin, lui permettant ainsi de composer un jury international pour adjuger les prix. De 1952 à 1955, les prix ont été décernés à la suite d'un vote du public, chaque spectateur pouvant noter de un à quatre un film à l'issue de la projection. 
- Marcel Carné
- Bill Luckwell
- Giuseppe Vittorio Sampieri
- Koichi Kawakita
- Leo J. Horster
- Ilse Urbach
- Ludwig Berger

## Palmarès
- Ours d'or : Invitation à la danse de Gene Kelly
- Ours d'argent du meilleur acteur : Burt Lancaster pour Trapèze de Carol Reed
- Ours d'argent de la meilleure actrice : Elsa Martinelli pour Donatella de Mario Monicelli
- Ours d'argent du meilleur réalisateur : Robert Aldrich pour Feuilles d'automne

## Films en compétition
- Invitation à la danse de Gene Kelly
- Trapèze de Carol Reed
- Donatella de Mario Monicelli
- Feuilles d'automne de Robert Aldrich
- ...erwachsen sein dagegen sehr de Wolf Hart
- La Sorcière d'André Michel
- Byaku fujin no yoren de Shirō Toyoda
- Ils seront des hommes (El camino de la vida) d'Alfonso Corona Blake
- Ernst Reuter de Wolfgang Kiepenheuer
- Hitit günesi
- Le Sabotier du Val de Loire de Jacques Demy
- Les Très riches heures de l'Afrique romaine de Jean Lehérissey
- Men Against the Arctic de Winston Hibler
- Le Muchacho de Ladislas Vajda
- Pain, amour, ainsi soit-il de Dino Risi
- Paris la nuit de Jacques Baratier
- Rythmetic de Norman McLaren
- Richard III de Laurence Olivier
- Spring Comes to Kashmir de Ravi Prakash
- Lions d'Afrique de James Algar
- The Long Arm de Charles Frend
- The Long Journey
- Vor Sonnenuntergang de Gottfried Reinhardt
- Zauber der Natur